# 九月鷹飛 (1986年電視劇)
《九月鷹飛》是香港亞洲電視改編自古龍同名小說製作的電視劇，由王心慰監製，劉松仁、魏秋華、陳復生、顧冠忠等主演，於1986年11月首播。

## 劇情簡介
"小李飛刀"傳人葉開受托保護貌美而弱智的上官小仙，但小仙身懷亡父遺下的武功秘籍及寶藏，引起江湖中人的覬覦，開因此亦身陷險境，在這場戰爭之中，開發現墮入一個撲朔迷離的圈套內。

## 演員表
- 劉松仁 飾 葉開
- 魏秋華 飾 丁靈琳
- 陳復生 飾 上官小仙
- 顧冠忠 飾 郭定
- 關偉倫 飾 韓貞
- 凌文海 飾 楊天
- 陳彩燕 飾 崔玉真
- 吳毅將 飾 呂迪
- 徐二牛 飾 玉蕭道人
- 楊嘉諾 飾 墨九星
- 孟麗萍 飾 鐵姑
- 葉子媚 飾 心姑
- 王偉 飾	衛天鵬
- 江圖 飾	葛病
- 吳廷燁 飾 西門十三
- 鄭雷 飾	歐陽城主
- 徐寶鳳 飾 香姑
- 湯錦棠 飾 童銅山
- 劉素芳 飾 王寡婦
- 阮令濤 飾 伊夜哭
- 溫婉青 飾 石家姐
- 文澧玟 飾 石家妹
- 關聰 飾	墨白
- 劉雲峰 飾 馮六
- 伍永森 飾 華子清
- 陳亮 飾 蝶兒布